# كيلح
كَيلَح (الاسم العلمي: Parahya submersa)، دويبة من العقارب الكاذبة وتنتمي إلى فصيلة كيلحيات أحادية النمط.
توجد في سنغافورة وجزر كارولين.